# Științifico-fantasticul în Statele Unite ale Americii
Literatura științifico-fantastică în Statele Unite este parte a literaturii nord-americane și una dintre cele mai dezvoltate literaturi științifico-fantastice din lume (alături de cea din Canada și Marea Britanie).

## Istorie
În ultimele decenii ale secolului al XIX-lea, au fost create în SUA numeroase opere științifico-fantastice pentru adulți și copii, deși nu li s-a dat încă denumirea (în engleză) de „science fiction”. În povestirile lui N. Hawthorne și O'Brien apar elemente științifico-fantastice. Edgar Allan Poe este adesea menționat alături de Verne și Wells ca fondatori ai  științifico-fantasticului. O serie de povestiri scurte și romanul Aventurile lui Arthur Gordon Pym au elemente științifico-fantastice. Romanul satiric din 1827 al filosofului George Tucker, A Voyage to the Moon, este uneori citat ca fiind primul roman științifico-fantastic american. În 1835, Edgar Allan Poe a publicat povestirea „Neasemuita aventură a unuia zis Hans Pfaall” în care este descris un zbor spre Lună într-un balon cu aer cald. John Leonard Riddell, profesor de chimie din New Orleans, a publicat povestirea Orrin Lindsay's Plan of Aerial Navigation în 1847, ca un pamflet. Aceasta spune povestea studentului Orrin Lindsay, care inventează un aliaj care împiedică atracția gravitațională și care părăsește Pământul și călătorește spre Lună cu o o ambarcațiune sferică. Povestea conține elemente de algebră și note de subsol științifice, ceea ce o face un exemplu timpuriu de științifico-fantastic hard.
William Henry Rhodes a publicat în 1871 povestirea The Case of Summerfield în care descrie o armă de distrugere în masă; un savant nebun denumit Black Bart face o încercare de a șantaja întreaga lume cu o pulbere din potasiu, capabilă să distrugă planeta prin transformarea apei în foc.
Una dintre cele mai de succes lucrări timpurii americane științifico-fantastice a fost a treia cea mai bine vândută carte din SUA în secolul al XIX-lea: Looking Backward scris de Edward Bellamy în 1888, efectele sale depășind cu mult domeniul literaturii. Romanul utopic Looking Backward extrapolează o societate viitoare (din anul 2000) bazată pe observarea societății actuale (din 1887).
În 1894, Will Harben a publicat "Land of the Changing Sun," o fantezie distopică care are loc în centrul Pământului. În această povestire, nucleul Pământului este populat de o civilizație avansată științific, care trăiește sub strălucirea unui soare mecanic.
Mark Twain a explorat teme științifice în romanul său Un yankeu la curtea regelui Arthur. Prin "transmigrarea sufletelor", "transpunerea epocii - și a corpurilor", yankeul lui Twain este transportat înapoi în timp, odată cu cunoștințele despre tehnologia secolului XIX-lea. Scrisă în 1889, Un yankeu la curtea regelui Arthur pare să prezică evenimentele din primul război mondial, când vechile idei ale Europei despre cavalerie în război au fost spulberate de noi arme și tactici.
Seria de 14 cărți ale autorului L. Frank Baum din 1900–1920 care au loc în Ținutul lui Oz conține descrieri ale unor arme ciudate (Dorothy and the Wizard in Oz), bărbați mecanici (Tik-Tok of Oz) și o serie de invenții și dispozitive tehnologice care nu au fost încă realizate, inclusiv probabil prima apariție în literatură a dispozitivelor de comunicare wireless portabile (Tik-Tok of Oz).